# Kretska ciklama
Kretska ciklama (lat. Cyclamen creticum) je vrsta biljke iz roda ciklama. Endem je grčkih otoka Krete i Karpatosa na nadmorskoj visini do 1300 metara. Nastanjena je u stjenovitim područjima 

## Opis
To je malena biljka u bliskom srodstvu s primorskom i balearskom ciklamom. Cvjetovi su joj bijele boje kao i kod balearske ciklame, ali su veći i atraktivniji. Rastu u ožujku i travnju, a na višim nadmorskim visinama u svibnju.

## Vanjske poveznice
- www.west-crete.com

Ostali projekti
|  | Zajednički poslužitelj ima još gradiva o temi Kretska ciklama |
|  | Wikivrste imaju podatke o taksonu Kretska ciklama             |